# Parochiekerk
Een parochiekerk is een lokaal kerkgebouw dat het religieuze centrum van een parochie vormt. Het kan voorkomen dat er binnen de parochiegrenzen zich meerdere kerkgebouwen bevinden. In dat geval zal er een kerk als hoofdkerk zijn aangemerkt. De overige kerken zijn dan een bijkerk van de hoofdkerk (ook wel filiaalkerk, nevenkerk of succursaalkerk genoemd).

## Jurisdictie
Een parochiekerk is verbonden aan een bepaald gebied, zoals (een) dorp(en), een stad of een wijk. De woonplaats van de gelovige bepaalt bij welke parochie(kerk) hij of zij hoort. Hiermee onderscheidt een parochiekerk zich van bijvoorbeeld een kloosterkerk, een bedevaartkerk of een kathedraal.
De parochies, al dan niet gegroepeerd in dekenaten, zijn de territoriale bouwstenen van een (aarts)bisdom en vormen het laagste niveau waarvan de titularis als ordinarius een geheel eigen canonieke jurisdictie heeft.
Een personele parochie richt zich niet op de gelovigen van een bepaald gebied, maar op een bepaalde groep gelovigen. Zo bestaan er bijvoorbeeld personele parochies voor Chaldeeuwse christenen of voor gelovigen die de mis vieren volgens de Tridentijnse ritus. Een personele parochie kan ook een eigen parochiekerk hebben, maar een kerk kan verbonden zijn aan verschillende parochies. Vooral bij een personele parochie komt dat regelmatig voor.
Het komt ook voor dat een oudkatholieke en een rooms-katholieke parochie samen gebruikmaken van hetzelfde kerkgebouw. De Paradijskerk op de Nieuwe Binnenweg in Rotterdam is daar een voorbeeld van.